# Minas neolíticas de sílex de Spiennes

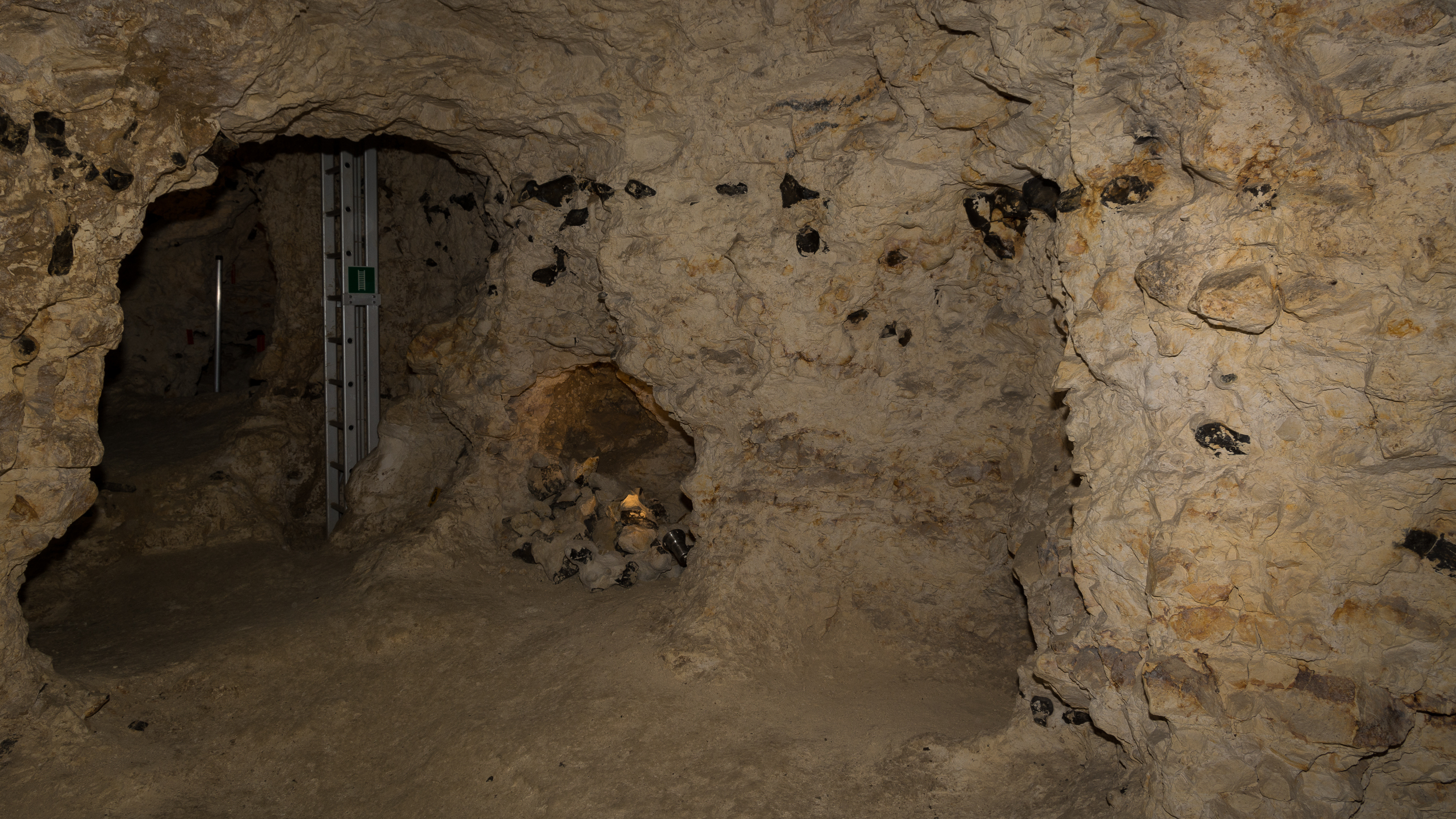
Minas neolíticas de Petit-Spiennes
"Thilo Parg / Wikimedia Commons"

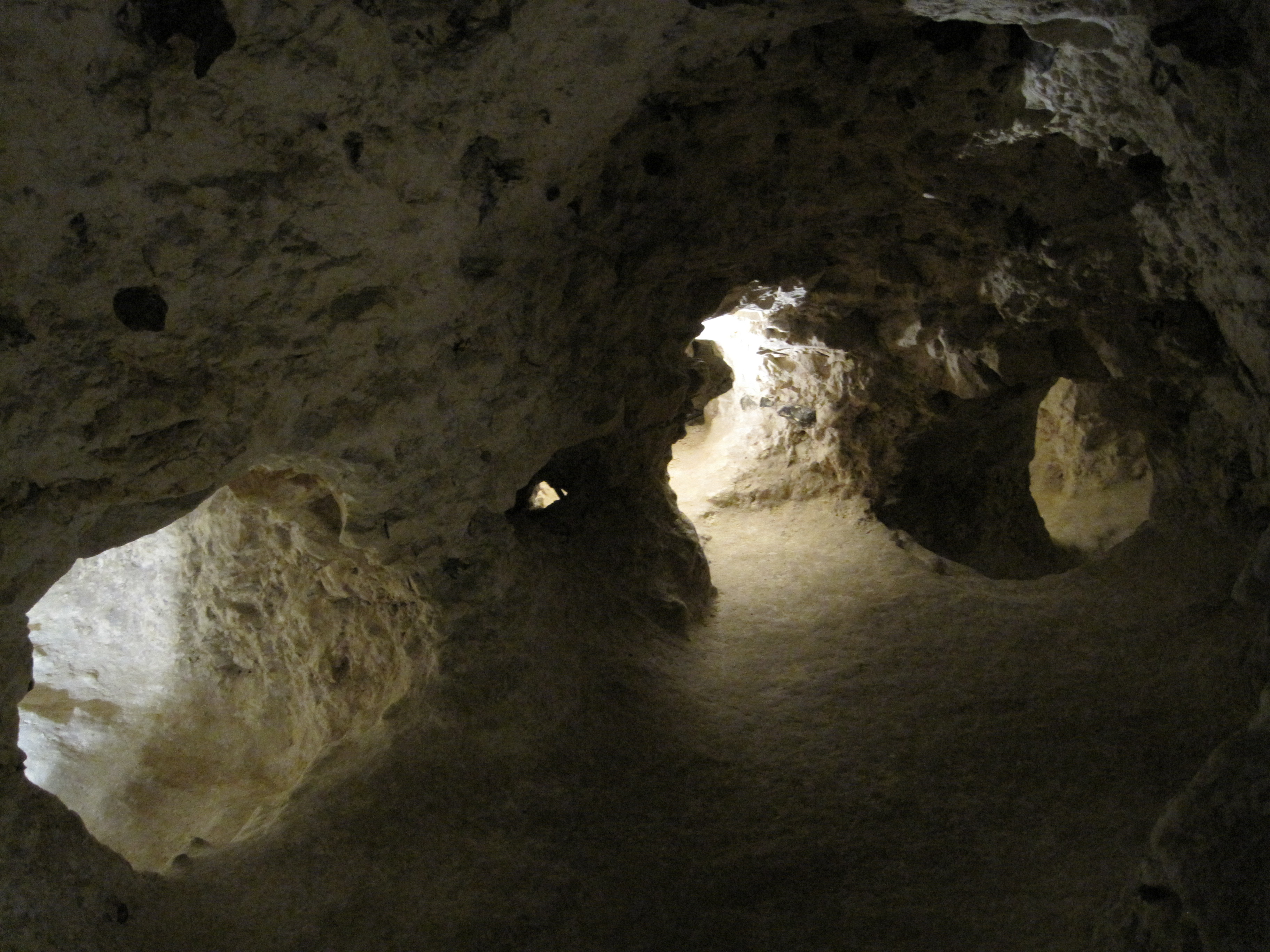
Minas neolíticas de sílex de Petit-Spiennes "Jean-Pol Grandmont / Wikimedia Commons"

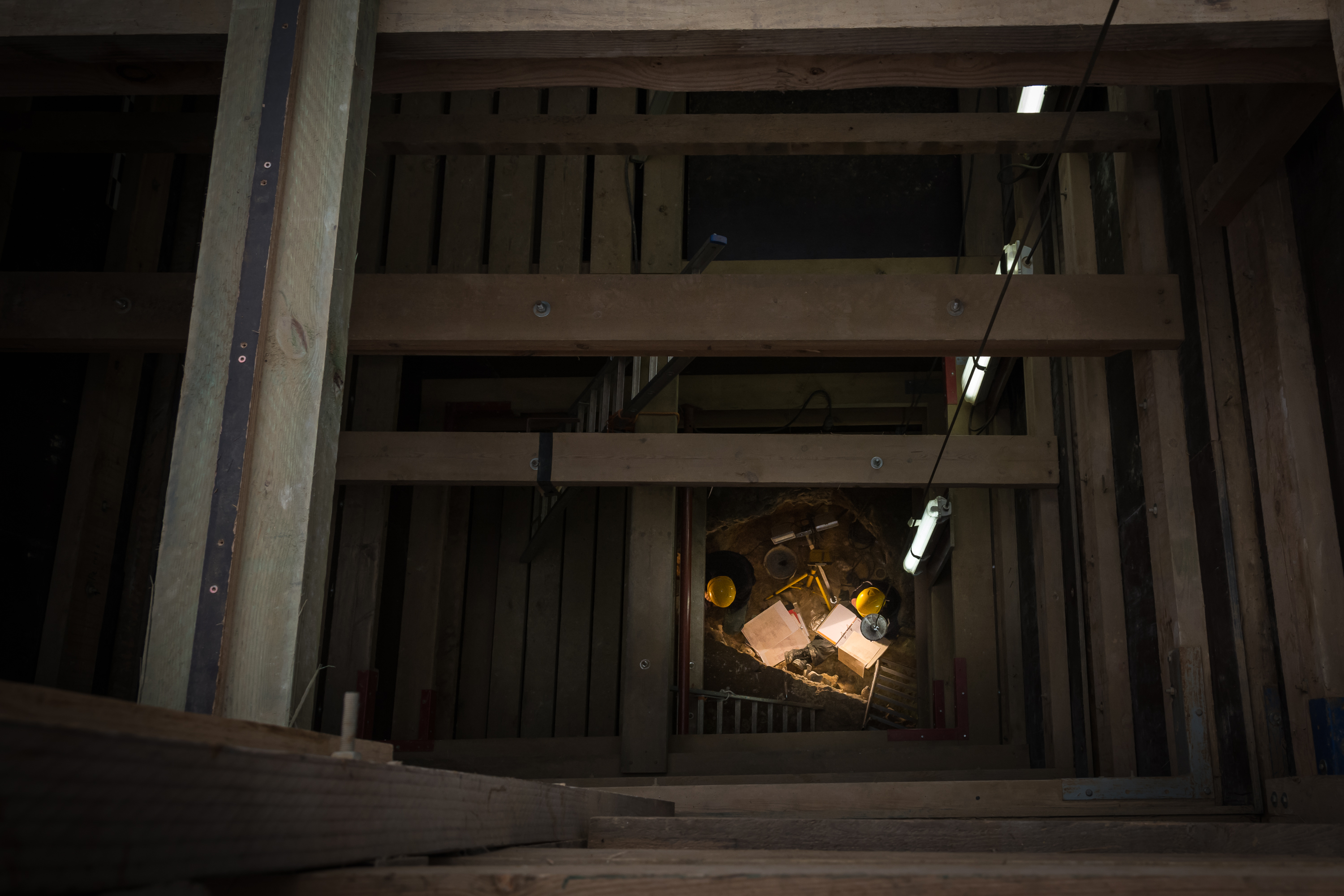
Excavación de un pozo de extracción de sílex en Petit-Spiennes, verano de 2015 "Thilo Parg / Wikimedia Commons"

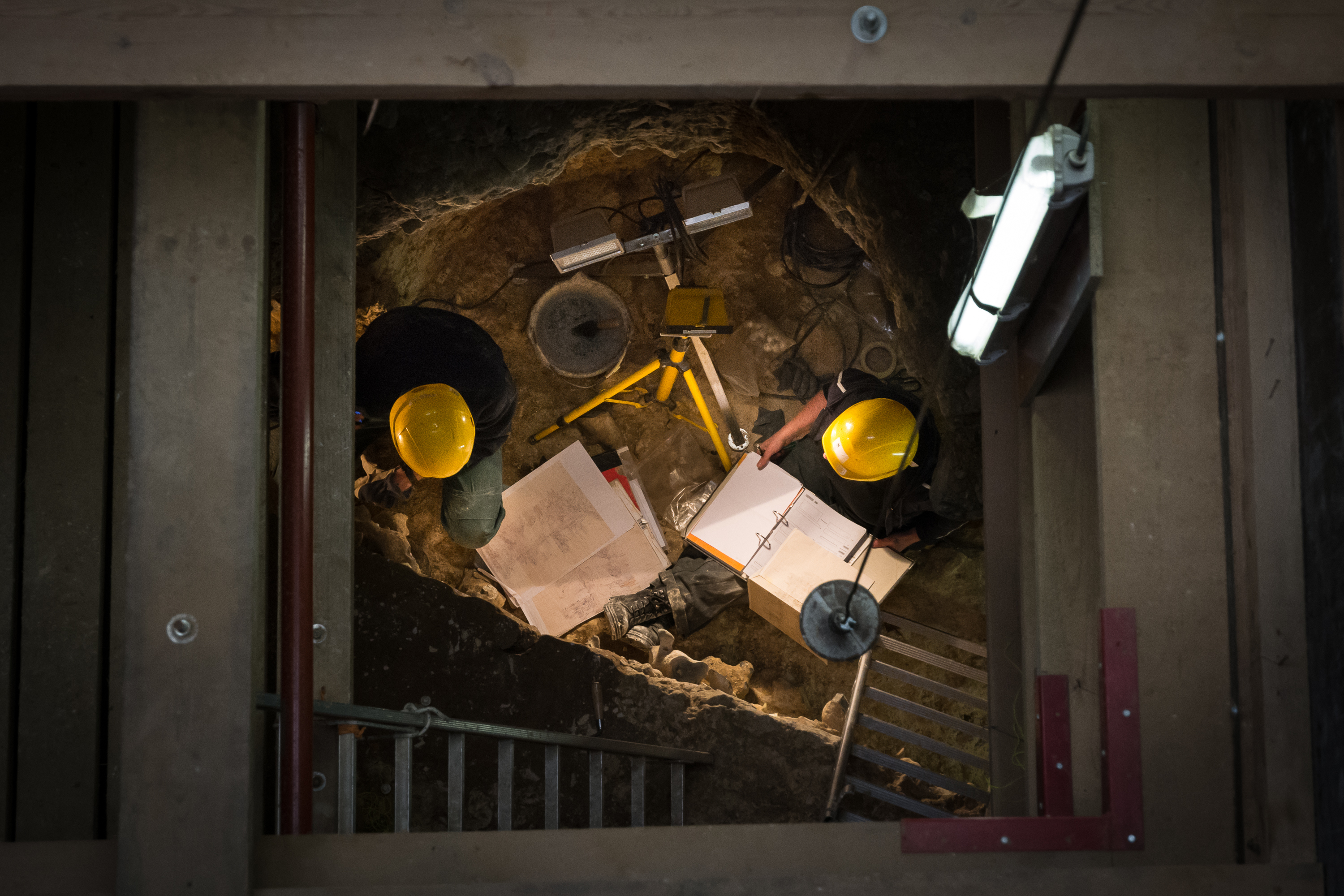
Excavación de un pozo de extracción de sílex en Petit-Spiennes, verano de 2015 "Thilo Parg / Wikimedia Commons"

Las minas neolíticas de sílex de Spiennes se encuentran en una zona calcárea de la provincia de Henao en Bélgica, concretamente en Spiennes, a 6 kilómetros al sureste de la ciudad de Mons y a 50 kilómetros al nordeste de Valenciennes (Francia). Se trata de un yacimiento arqueológico relacionado con la explotación y talla de sílex en la Prehistoria, conformando de hecho uno de los mayores y mejor documentados sitios arqueológicos a tal fin. Las minas de Spiennes se inscribieron en la lista del Patrimonio de la Humanidad de la Unesco en el año 2000.

## Protección y reconocimiento Unesco
Las minas neolíticas de sílex de Spiennes han sido clasificadas como monumento y sitio arqueológico por el gobierno de Valonia el 7 de noviembre de 1991, quedando así reconocidos como monumento los vestigios de explotación de sílex de Champ à Cailloux. 
La zona se ha beneficiado el 1 de abril de 2015 de una extensión de su clasificación con el fin de garantizar la protección del yacimiento inscrito en la lista de Patrimonio Mundial de la Unesco . Esta extensión se apoya sobre los nuevos descubrimientos arqueológicos efectuados desde su clasificación en 1991. En esta ocasión, la clasificación de la Unesco se ha extendido al yacimiento paleolítico (situado en las terrazas fluviales) y a los vestigios de la explotación de sílex en época histórica.
Las minas neolíticas de sílex de Spiennes figuran en la lista de patrimonio excepcional de la Región Valona desde el 29 de julio de 1993. Fueron de nuevo inscritas en la lista en la revisión de la misma el 7 de febrero de 2013.
El yacimiento arqueológico fue inscrito también en la lista de Patrimonio Mundial de la Unesco en la reunión del Comité de Patrimonio mundial que tuvo lugar en Cairns (Australia) entre el 27 de noviembre y 2 de diciembre del 2000·.
En diciembre de 2013, l las minas neolíticas de Spiennes han recibido la atribución de protección reforzada en caso de conflicto armado .

## Historia del descubrimiento
Las primeras informaciones, mencionadas en los periódicos locales (Le Modérateur) se remontan a 1842. El sitio es posteriormente señalado por Albert Toilliez (1816-1865), ingeniero de Mons, que desde 1851 apunta hacia la posible existencia de un taller de fabricación de hachas en Spiennes .
En 1867 fueron localizados 25 pozos de extracción de sílex con ocasión de la construcción de una línea de ferrocarril en la zona. La comisión científica encargada del seguimiento de los trabajos estuvo formada por Auguste Houzeau de Lehaie, Alphonse Briart y François-Léopold Cornet. El descubrimiento estuvo posteriormente llevado al VI° Congreso Internacional de Antropología y Arqueología Prehistórica de Bruselas de 1872. De esta forma, el yacimiento comienza a ser conocido internacionalmente.
Cabe resaltar que en estos mismos momentos se están produciendo en diversos sitios europeos los descubrimientos de importantes yacimientos prehistóricos. Uno de ellos es el de las cuevas de Altamira (Santillana del Mar, Cantabria), de las que un primer estudio se presenta en la década de 1870 en la Exposición Universal de París para incredulidad de toda la comunidad científica. Altamira, Spiennes y otros muchos yacimientos abren el camino hacia la visión moderna y científica del hombre prehistórico y de la Prehistoria en general. En estos momentos comienzan a proliferar igualmente las excavaciones y los estudios encaminados a profundizar en esta etapa.
Entre 1912 y 1914, una galería y dos pozos de extracción de sílex de 15 y 16 m de profundidad fueron excavados en la zona de Camp-à-Cayaux (voz dialectal de Champ aux Cailloux, ‘Campo de piedras’) por el barón Alfred de Loë gracias al apoyo del conde Louis Cavens. Unos años más tarde, el terreno en el que se llevaron a cabo las excavaciones es comprado por el Estado belga, que hizo construir un museo (Museo de Champ aux Cailloux). Este edificio, más tarde propiedad de la Región de Valonia, ha sido renovado a comienzos de los 2000 y transformado en centro de investigación arqueológica.

En 1953, la Sociedad de Investigaciones Prehistóricas de Henao (Societé de Recherche Préhistorique en Hainaut) comienza las excavaciones en la meseta contigua de Petit-Spiennes (Pa d’la l’Iau en dialecto local). En este momento se lleva a cabo la exploración de algunos pozos de extracción de sílex de entre 8 y 10 metros de profundidad y de sus galerías. Entre 1953 y el presente, alrededor de 100m² de subsuelo son estudiados. Igualmente, el ayuntamiento de Mons realizó la compra del terreno con el fin de edificar un centro de interpretación de las minas de Spiennes, el SILEX’S, que ha abierto sus puertas en abril de 2015. 

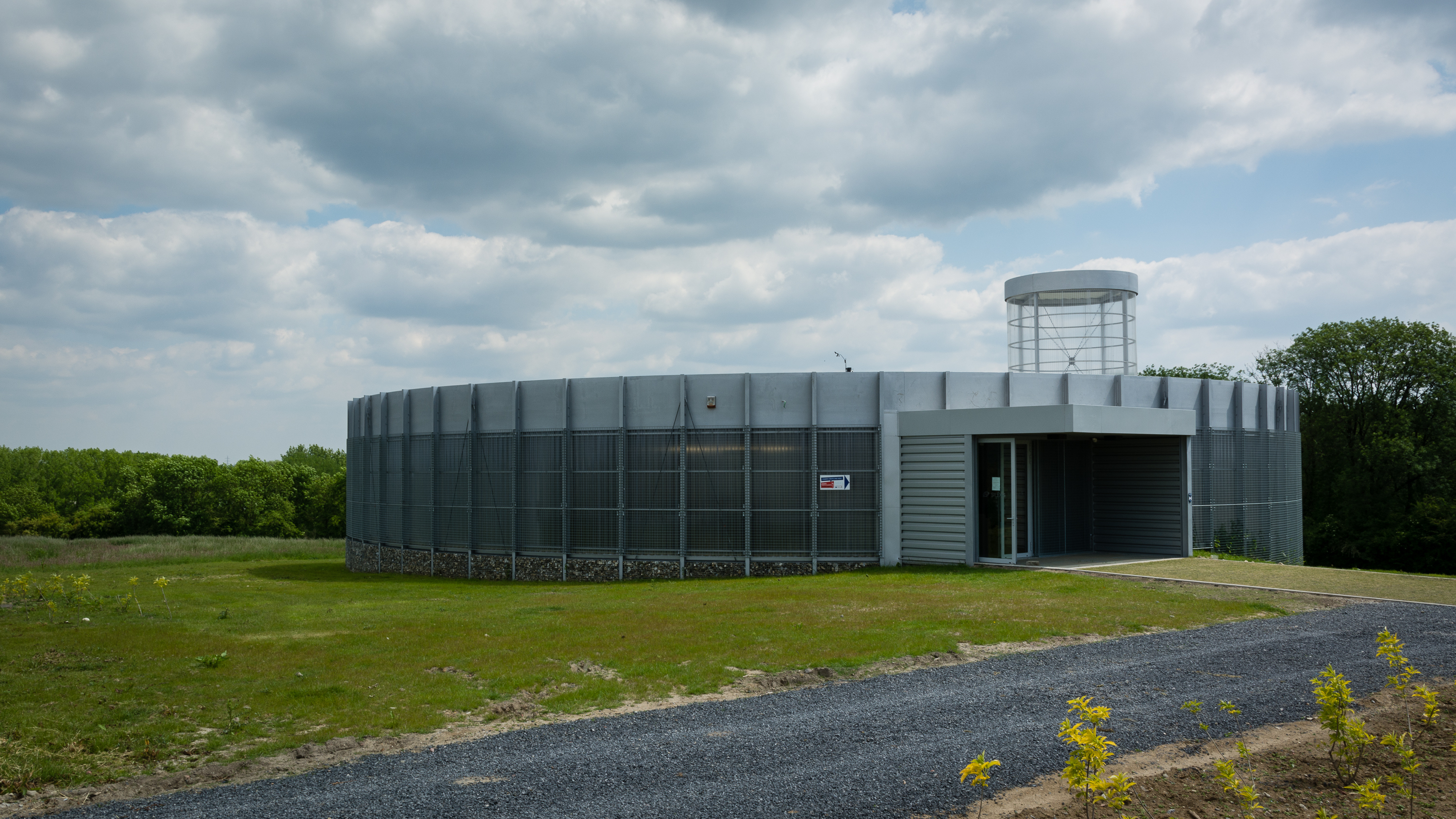
Centro de interpretación SILEX'S "Thilo Parg / Wikimedia Commons"

Entre 1966 y 1979, el Servicio Nacional de Excavaciones (Service National des Fouilles) efectúa varios sondeos alrededor de un recinto situado en la meseta de Petit-Spiennes mediante el análisis por fotografía aérea. Posteriormente, la excavación de la zona por parte de François Hubert permite atribuir este recinto a la cultura de Michelsberg. Un total de 27 zanjas estudiadas ponen progresivamente en evidencia el trazado de dos fosas concéntricas que rodean un área de 14 ha. Por desgracia, estos sondeos son la única información de la que disponemos al no haber mayores estudios del terreno. 
Desde 1997, el Servicio Público de Valonia, en colaboración con la SRPH, ha desarrollado nuevas excavaciones sobre la zona de Spiennes que han permitido el conocimiento de varios talleres de talla de sílex y de numerosos pozos de extracción de este material con entre 9 y 10 metros de profundidad en Petit-Spiennes. Igualmente, se han encontrado en el interior de los pozos un total de tres esqueletos humanos pertenecientes al período del Neolítico·.

## Geografía y geología
Geográficamente, la zona se presenta como una cuesta cortada por dos ríos, Trouille y Wampe, afluentes del Haine. Los ríos delimitan dos mesetas:
- al oeste, Pa d’à l’iau (Más allá del agua), con cumbre en los 75 m de altitud;
- al este, Camp-à-Cayaux (Campo de piedras), cuya cumbre llega a los 93 m de altitud.

Ambas mesetas fueron consideradas durante largo tiempo incultivables debido a la impresionante cantidad de piedras y rocas presentes, ligadas a la explotación de las minas de sílex situadas en el subsuelo.
El sustrato de esta cuesta se compone de creta del Cretácico Superior cubierta por arena glauconítica del Terciario y loess del último período glacial.
El subsuelo se compone de creta blanca, que se remonta al piso Campaniense, en el Cretácico Superior. Del bajo al alto, encontramos las formaciones de Obourg, Nouvelles y Spiennes. De éstas, solo la Formación de Spiennes es rica en sílex, contando con hasta veinte bancos de sílex que aparecen espaciados por 50-100 cm entre ellos. Los bancos de sílex se caracterizan por un color que va desde el negro al gris/marrón y un importante volumen, con nódulos de forma irregular de entre 30 y 50 cm de largo. En el subsuelo de Camp-à-Cayaux, encontramos tablas de sílex de hasta 2 m. Estas tablas de sílex han sido explotadas en pozos de 16 m de profundidad por los mineros neolíticos . La Formación de Spiennes viene cubierta por la formación de creta fosfatada de Ciply, de piso Maastrichtiense.

## Descripción
El yacimiento cubre 172 hectáreas y se sitúa principalmente sobre las mesetas y las laderas del valle del río Trouille, así como sobre la meseta que se encuentra en el flanco derecho del río Wampe. Se encuentra repartido entre las localidades de Spiennes y Nouvelles. Se trata de un yacimiento dedicado a la extracción y a la talla de sílex cuyo período de actividad tuvo lugar entre el Neolítico medio (4300 años a. C.) y el Neolítico final (2200 años a. C.). A lo largo de estos más de 2000 años, miles de pozos de extracción (¿entre 10.000 y 20.000?) fueron abiertos con el fin de explotar los bancos de sílex, roca utilizada en la fabricación de hachas y láminas. Esta explotación permitió la aparición de los artesanos especializados en la talla de sílex, que con toda seguridad desarrollaban sus actividades en talleres situados en el mismo yacimiento, cerca de los propios pozos de extracción. Los millones de fragmentos de sílex que se encuentran hoy en día en la superficie de la zona son los vestigios que nos han llegado de estas actividades. En el yacimiento arqueológico se encuentra también englobado un hábitat perteneciente a la cultura Michelsberg y su entorno inmediato. 
En el yacimiento diferenciamos tres zonas: Camp-à-Cayaux (65 hectáreas), Petit-Spiennes (14 hectáreas) y Ladera del Wampe. Las estructuras de explotación de sílex localizadas y cartografiadas hasta el momento se sitúan en un área de 40-50 hectáreas, mientras que alrededor un área de 100 hectáreas aparece cubierta por lascas de talla en superficie. Solo un total de 15 estructuras de extracción han sido excavadas desde el descubrimiento del yacimiento .
Existen en la actualidad dos lugares en los que algunos pozos de extracción y sus galerías han sido excavados y son visitables: el subsuelo del museo SILEX'S, en Petit-Spiennes, donde las minas están abiertas al público, y el subsuelo del centro de investigación arqueológica,en Camp-à-Cayaux, donde se encuentra un pozo de 16 metros de profundidad que solo es accesible a la comunidad científica.

## Datación
De acuerdo con las dataciones por radiocarbono, las minas de Spiennes fueron explotadas durante en Neolítico, aproximadamente entre 4300-2200 a. C.. La cerámica descubierta en el yacimiento, escasa en cantidad, pertenece a la cultura de Michelsberg, que se desarrolla entre 4300-3700 a. C. en una gran parte de Alemania, este de Francia, cuenca parisina, sur de Holanda y Bélgica, y en la que se inscribe igualmente el mencionado recinto erigido en la meseta de Petit-Spiennes. Actualmente no existe ningún pozo de extracción datado que permita suponer que la extracción de sílex continuó durante la Edad de los Metales (2200-50 a. C.). El único indicio de talla de sílex en períodos de la Prehistoria posteriores al Neolítico es un taller datado en el siglo VIII a. C. encontrado en la zona superior de uno de los fosos del recinto neolítico. Sobre la base de este descubrimiento algunos autores estiman que la explotación del yacimiento tuvo lugar entre 4300 y 750 a. C.

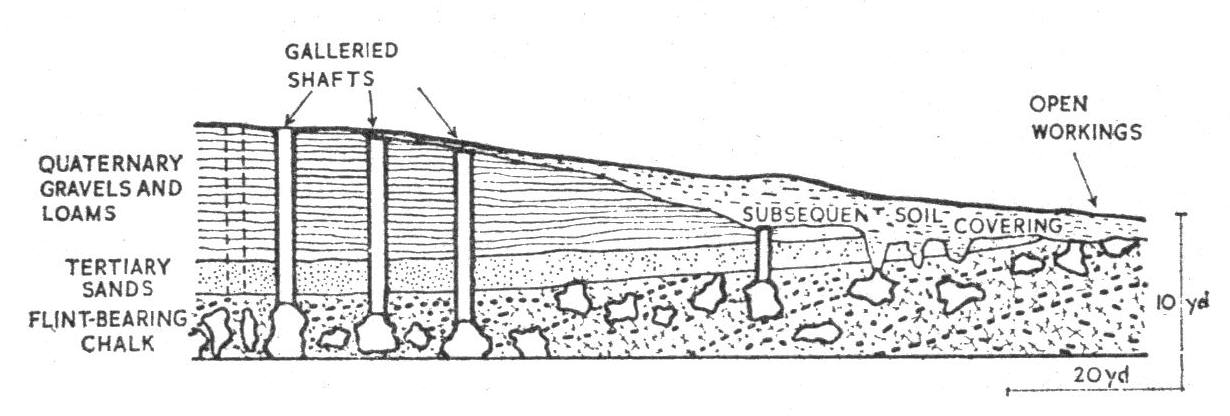
Sección de mina "Peterlewis / Wikimedia Commons"

## Métodos de extracción
Las estructuras de extracción son variadas y vienen condicionadas en su mayor parte por la geología. Se conocen explotaciones a cielo abierto en la ladera del valle en la que el sílex aflora directamente . Así, se han encontrado simples fosas de pocos metros de profundidad en los bordes de la meseta, donde la capa de loess es poco espesa y no se requiere una extracción subterránea . No obstante, el yacimiento es conocido fundamentalmente por la explotación subterránea y por la apertura de minas que alcanzan entre 3,5 m y 16 m de profundidad bajo la superficie. Para la apertura de las minas, los trabajadores habrían excavado pozos que les permitieran acceder a los bancos de sílex. En Spiennes, estos pozos de acceso son estrechos, con una medida que por lo general no sobrepasa el metro de diámetro. La profundidad, por otra parte, varía según la localización del sílex en el subsuelo. En algunos casos, como sucede en las minas de 15-16 m de profundidad de Camp-à-Cayaux, los mineros han elegido explotar un banco de sílex específico por su calidad particular, en detrimento de otros bancos que han dejado de lado. Una vez alcanzado el nivel del sílex, la extracción se desarrolla mediante la creación de una serie de galerías de longitud variable. En Petit-Spiennes, por ejemplo, la explotación subterránea se lleva a cabo a partir de galerías que alcanzan los 5 m de longitud desde el centro del pozo previamente excavado. En Camp-à-Cayaux algunas galerías son más largas, pudiendo llegar hasta los 7 m desde el centro del pozo. Las superficies explotadas están en el orden de entre los 20 y los 45 m².

## Herramientas utilizadas

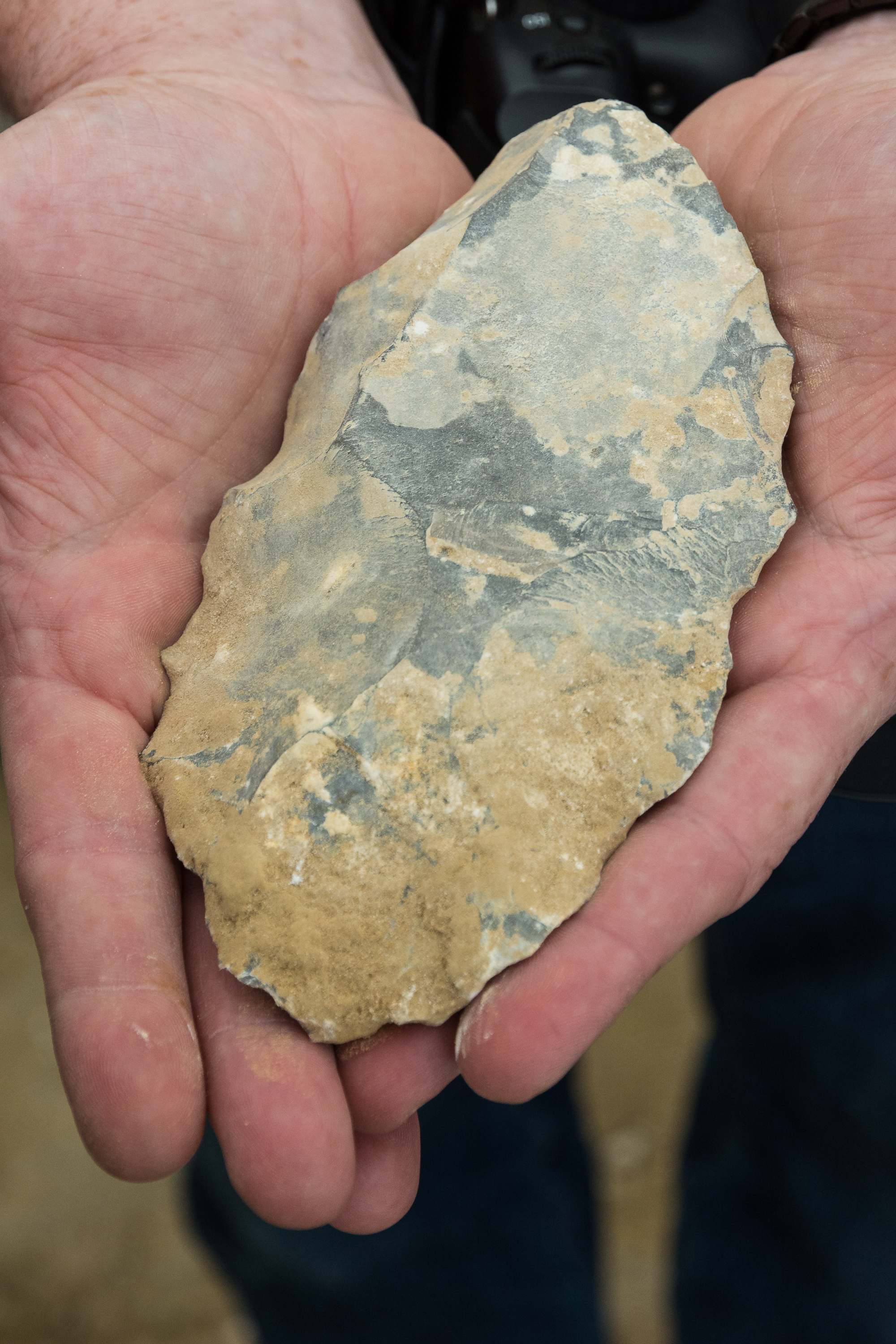
Pico en sílex hallado en Petit-Spiennes "Thilo Parg / Wikimedia Commons"

Las numerosas excavaciones llevadas a cabo en el territorio de Spiennes han permitido encontrar numerosas herramientas prácticamente intactas que en su momento sirvieron para la extracción de sílex en las galerías y que después fueron abandonadas y remplazadas por los mineros. Entre ellas, la más utilizada es el pico, realizado en sílex y caracterizado por un acabado irregular y una punta robusta. Algunas evidencias y los resultados de la arqueología experimental hacen pensar que estos picos se utilizarían enmangados. De muy rápida fabricación para un tallador experimentado, se realizan a partir de núcleos poco aptos para la fabricación de hachas o láminas y a partir de hachas cuya forma final no resulta apropiada. Los picos mineros tienen une corta vida útil y posteriormente son rápidamente remplazados, por lo que se encuentran por decenas en todas las galerías. En otras minas europeas (Grime’s Graves, Gavá, Jablines) se han encontrado herramientas en asta de ciervo, lo cual es mucho menos frecuente en Spiennes, donde se ha encontrado una única mina en la que aparecen útiles en este material. No obstante, sí se han encontrado algunas palas en omóplato de ciervo o en asta de alce. Se desconoce cuál sería exactamente el sistema utilizado para remontar los bloques de sílex, aunque la hipótesis más plausible es que éstos serían remontados hasta la superficie mediante un sistema de cuerdas.

## El trabajo del sílex: los talleres
Una vez remontado, el sílex era tratado in situ por los talladores, como atestiguan las lascas y fragmentos presentes en la superficie de las minas. Gracias a ello podemos reconstruir el proceso o cadena operativa.En algunas zonas de Spiennes, el continuo trabajo de talla ha dado lugar a estratos de 10-15 cm de espesor. Los bloques de sílex eran trabajados directamente salvo los bloques de gran tamaño, que eran primero tratados para dar lugar a bloques menores y más manejables. Generalmente, la producción de estos talleres se centraba en la fabricación de hachas pulidas, útil guía propio del período Neolítico que se utilizaba en el trabajo de la madera y que destaca por la finura de su acabado, ya que se necesitan numerosas horas de trabajo para pulir el total de la superficie y conseguir y una pieza uniforme. Estas hachas son fundamentales y típicas en el Neolítico debido a que resultaban imprescindibles para el abatimiento de árboles, para la construcción de estructuras o para la roturación y el trabajo de los campos, actividades todas ellas imprescindibles en el marco de la nueva sociedad sedentaria y enfocada en la agricultura y recolección. Las hachas eran talladas in situ pero posteriormente pulidas en la zona de hábitat, donde serían también enmangadas. Por otra parte, destaca la creación de láminas en sílex de unos 15 cm de longitud que podrían utilizarse tal cual o retocarse para adaptar la pieza al trabajo a realizar. Si bien los picos utilizados para la extracción de sílex eran de rápida fabricación y podían ser creados con facilidad, estas herramientas serían mucho más laboriosas. En cualquier caso, parece demostrado que serían realizadas por los mismos artesanos especializados.

## Los mineros
Por lo que sabemos hoy en día, los mineros de Spiennes no serían trabajadores especializados y no se dedicarían a la extracción de sílex durante todo el año. Gracias a los estudios del polen, de los restos animales y otros muchos vestigios, sabemos a ciencia cierta que los mineros serían agricultores-ganaderos, y que las zonas de hábitat en las que se practicarían igualmente las actividades de agricultura y ganadería quedarían en las proximidades de las minas. A toda lógica, los trabajos de extracción de sílex serían llevados a cabo por los propios agricultores-ganaderos, que aprovecharían los meses en los que estas actividades no exigiesen excesivo tiempo (fundamentalmente las estaciones de otoño e invierno) para conseguir grandes cantidades de material, lo que permitiría su abastecimiento durante todo el ano al igual que un notable flujo de exportación del mismo. En cualquier caso, no existen evidencias arqueológicas de esta estacionalidad. Actualmente no se dispone de mayor información sobre los habitantes prehistóricos de Spiennes debido a la escasez y parquedad de trabajos sobre el poblado localizado en la misma zona.

## Importancia del sílex: intercambios comerciales
La producción de sílex de Spiennes, según todos los cálculos, sobrepasa con creces las necesidades de la zona en el contexto neolítico. La existencia de una red de intercambios y de difusión de este material ha sido largamente probada, llegando a encontrarse sílex procedente de Spiennes en un radio de 160 km, en su mayor parte en forma de útiles especializados ya acabados. En estos sitios en los que se ha determinado la existencia de sílex procedente de Spiennes, este mismo se encuentra en diferentes proporciones junto con otros sílex de otras procedencias, no cual no resulta extraño ya que todo el territorio del norte de Francia (Fampoux, Hallencourt, Hardivillers…) Bélgica (Flénu, Mesvin, Baudour-Douvrain, Jandrain-Jandrenouille/Orp, Avennes…) y sur de los Países Bajos (Rijckholt-St. Geertuid, Valkenburg…) se encuentran otras minas de extracción de sílex.

## Usos funerarios de las minas
Desde el inicio de los estudios en la zona a finales del siglo XIX se han localizado algunos esqueletos o fragmentos de los mismos en el interior de los pozos de extracción. En una primera etapa de los estudios, aproximadamente hasta 1920, estos hallazgos son eventuales y no aparecen acompañados de ninguna información sobre el contexto. En estos momentos se dan los conocidos casos de los falsos mineros de Obourg y Strépy, esqueletos que fueron largamente exhibidos hasta que se descubrió el fraude al poseer una datación mucho más moderna de lo que se planteaba. Hasta la década de 1960 se mantiene, aunque con algunas mejoras, la falta de documentación sobre la situación de los esqueletos y fragmentos óseos en el momento de su descubrimiento.En la actualidad contamos con dos inventarios de huesos de las minas de Spiennes, realizados uno en 1957 y otro en 1993, así como con otras muchas muestras que se han ido encontrando a medida que se desarrollaban las excavaciones. Entre ellas destaca el esqueleto prácticamente completo del pozo ST11 excavado en 1997. Históricamente, los esqueletos y fragmentos óseos han sido identificados como ‘mineros accidentados’, individuos que habrían muerto accidentalmente mientras desarrollaban trabajos en el interior de las minas. No obstante, no disponemos de ninguna evidencia que apoye esta hipótesis. La teoría que se baraja es más bien la del uso funerario de las minas, lo cual no es sencillo de determinar debido a la dispersión de los huesos, el desconocimiento de su contexto, etc. En 2010, un total de 12 fragmentos óseos humanos son sometidos a una datación por radiocarbono junto con otros 18 fragmentos de asta de ciervo, carbones y huesos animales. La tarea, realizada por los laboratorios Oxford y Groningen, demostró que todos los fragmentos pertenecerían al período Neolítico y que se corresponderían tanto con individuos masculinos como femeninos e infantes . La utilización de los pozos de extracción minera como lugar de sepultura se da en otras zonas de Europa como son Cissbury (Reino Unido), Antonshöhe/Mauer (Austria) o Krumlovský Les (República Checa). Hasta el momento se han recuperado un total de tres esqueletos completos o semi completos, de los que el más reciente fue hallado en la campaña de excavación de 2015 en el pozo de extracción de sílex ST6.

## Yacimiento paleolítico de Spiennes
A pesar de ser fundamentalmente conocido por sus vestigios de época neolítica, el sitio de Spiennes alberga también evidencias de ocupación paleolítica, siendo de hecho uno de los yacimientos de Bélgica con una datación más antigua. Los descubrimientos hallados se inscriben dentro del Paleolítico inferior y medio. La presencia del hombre es atestiguada por la presencia de útiles en sílex en las terrazas aluviales de los ríos Trouille y Wampe. En la zona de Pa d’la l’iau se encuentran fundamentalmente hachas bifaces datadas en unos 450.000 años de antigüedad (Achelense antiguo). En Petit-Spiennes se encuentran hachas bifaces y útiles de tipo Levallois en baja proporción, con una datación de 400.000-350.000 años de antigüedad (Achelense medio). En Mesvin, con una datación de 250.000 B.P (Paleolítico Medio), aparecen útiles de tecnología Levallois y, en menor proporción, hachas bifaces. En Hélin aparecen fundamentalmente útiles de tipo Levallois, con una datación de 95.000-85.000 B.P.
Localización : 50°25′50″N 3°58′43″E / 50.43056, 3.97861